# Ryan Dunn
Ryan Matthew Dunn (Medina, 11 de junho de 1977 — West Goshen, 20 de junho de 2011) foi um dublê e personalidade de reality shows americano, conhecido por participar em programas como Jackass e Viva La Bam. Dunn foi conhecido por atuar em filmes, nos quais predominava o humor alternativo.  Participou em Ridiculousness, na MTV, na primeira temporada (episódio 12).

## Morte
Em 20 de junho de 2011, aproximadamente às 23h30 (hora local), Dunn e Zachary Hartwell, assistente de produção em Jackass Two, morreram quando o Porsche 911 GT3 de Dunn saiu da estrada e atingiu uma árvore em West Goshen Township, condado de Chester, Pensilvânia. Horas antes do acidente, ele havia publicado uma imagem em sua conta do Twitter que o retratava em companhia de Hartwell bebendo em um bar de West Chester. Dunn foi identificado pela polícia como o motorista, e testes toxicológicos posteriores indicaram que ele estava com um nível de álcool no sangue de 0,196% — quase o dobro do limite legal do estado, de 0,10%. As autoridades informaram que o excesso de velocidade pode ter sido uma das causas do acidente.

## Filmografia
| Ano  | Título                                                      | Personagem             | Notas                        |
| ---- | ----------------------------------------------------------- | ---------------------- | ---------------------------- |
| 1997 | Invader                                                     | Soldado do Exército    |                              |
| 1999 | Landspeed Presents: CKY                                     | Ele mesmo              | Lançamento direto para vídeo |
| 2000 | CKY2K                                                       | Ele mesmo              | Lançamento direto para vídeo |
| 2001 | CKY3                                                        | Ele mesmo              | Lançamento direto para vídeo |
| 2001 | CKY Documentary                                             | Ele mesmo              | Lançamento direto para vídeo |
| 2001 | Don't Try This at Home – The Steve-O Video Vol. 1           | Ele mesmo              | Lançamento direto para vídeo |
| 2002 | Criminal Mischief                                           | David Smith            |                              |
| 2002 | Jackass: The Movie                                          | Ele mesmo              |                              |
| 2002 | Don't Try This at Home – The Steve-O Video Vol. 2: The Tour | Ele mesmo              | Lançamento direto para vídeo |
| 2002 | CKY4: The Latest & Greatest                                 | Ele mesmo              | Lançamento direto para vídeo |
| 2003 | Haggard: The Movie                                          | Ele mesmo              |                              |
| 2003 | Steve-O: Out on Bail                                        | Ele mesmo              | Lançamento direto para vídeo |
| 2004 | Client 3815                                                 | Jackson                |                              |
| 2005 | A Halfway House Christmas                                   | Buzz                   |                              |
| 2006 | Jackass Number Two                                          | Ele mesmo              |                              |
| 2006 | The Dudesons Movie                                          | Ele mesmo              |                              |
| 2007 | Blonde Ambition                                             | Griswold               |                              |
| 2007 | 3000 Miles                                                  | Ele mesmo              |                              |
| 2007 | Jackass 2.5                                                 | Ele mesmo              |                              |
| 2008 | Dunn & Vito's Rock Tour                                     | Ele mesmo              | Lançamento direto para vídeo |
| 2009 | Street Dreams                                               | Cash                   |                              |
| 2009 | Minghags: The Movie                                         | Tucker                 |                              |
| 2010 | Jackass 3D                                                  | Ele mesmo              |                              |
| 2011 | Close-Up                                                    | O Traficante de Drogas |                              |
| 2011 | Jackass 3.5                                                 | Ele mesmo              |                              |
| 2011 | Living Will                                                 | Belcher                | Produtor; lançamento póstumo |
| 2012 | Booted                                                      | Inspetor de Saúde      | Posthumous release           |
| 2012 | The Bates Haunting                                          | Cliente Irritado       | Lançamento póstumo           |
| 2013 | Earth Rocker                                                | Ele mesmo              | Clips; Lançamento póstumo    |

| Ano       | Título                             | Personagem      | Notas                             |
| --------- | ---------------------------------- | --------------- | --------------------------------- |
| 2000–2002 | Jackass                            | Ele mesmo       | 21 episódios                      |
| 2002      | Jackass Backyard BBQ               | Ele mesmo       | Filme para televisão              |
| 2002      | MTV Cribs                          | Ele mesmo       | episódio de 23 de outubro de 2002 |
| 2003–2006 | Viva La Bam                        | Ele mesmo       | 41 episódios                      |
| 2005      | Homewrecker                        | Host            | 8 episódios                       |
| 2005      | Commando VIP                       | Ele mesmo       | 6 episódios                       |
| 2006      | The Dudesons                       | Ele mesmo       | 1 episodo                         |
| 2007      | Bam's Unholy Union                 | Ele mesmo       | 3 episódios                       |
| 2007      | Crank Yankers                      | Ele mesmo (Voz) | Episódio 4.6                      |
| 2008      | Jackassworld.com: 24 Hour Takeover | Ele mesmo       |                                   |
| 2008      | Law & Order: Special Victims Unit  | Riley Slade     | Episódio: "Smut"                  |
| 2010      | The Dudesons in America            | Ele mesmo       | Episódio: "Winter Games"          |
| 2010      | Bam's World Domination             | Ele mesmo       |                                   |
| 2011      | Proving Ground                     | Host            | 9 episódios                       |
| 2011      | Minute to Win It                   | Ele mesmo       | 1 episódio                        |
| 2011      | Ridiculousness                     | Ele mesmo       | 1 episódio                        |
| 2011      | A Tribute to Ryan Dunn             | Ele mesmo       |                                   |
| 2014      | CKY: The Greatest Hits             | Ele mesmo       | Lançamento póstumo                |

| Ano  | Título            | Personagem | Notas |
| ---- | ----------------- | ---------- | ----- |
| 2007 | Jackass: The Game | Ele mesmo  | Voz   |